# Carlo Bichi
Carlo Bichi (né le 6 mai 1638 à Sienne, en Toscane et mort le 7 novembre 1718 à Rome) est un cardinal italien du XVIIe siècle et du début du XVIIIe siècle. Il est le neveu du cardinal Alexandre Bichi (1633) et l'oncle du cardinal Vincenzo Bichi (1731). D'autres cardinaux de la famille sont Metello Bichi (1611) et Antonio Bichi (1657).

## Biographie
Carlo Bichi est frère de l'ordre de Saint-Jean de Jérusalem[réf. nécessaire], vice-légat à Bologne et de Romagne, référendaire au tribunal suprême de la Signature apostolique, inquisiteur à Malte du 24 mars 1668 au 7 mai 1670 et clerc et auditeur général de la chambre apostolique. Il est abbé de Montmajour-lès-Arles en Provence.
Le pape Alexandre VIII le crée cardinal lors du consistoire du 13 février 1690. 
Il participe au conclave de 1691, lors duquel Innocent XII est élu et à celui de 1700 (élection de Clément XI).

### Sources
- Fiche du cardinal sur le site fiu.edu